# Batursari (Batangan)
Batursari is een bestuurslaag in het regentschap Pati van de provincie Midden-Java, Indonesië. Batursari telt 2345 inwoners (volkstelling 2010).